# إيثاق المفصل
إيثاق المفصل (بالإنجليزية: Arthrodesis) أو سمكرة المفصل أو لحم المفصل هو خلق التحام بين عظمتين جراحياً بغرض تخفيف الألم الناتج إما عن تنكس المفصل الروماتزمي أو الكسور الممتدة داخل المفصل، وذلك في حالة فشل المسكنات والأساليب العلاجية الأخرى في تخفيفه، ومن أكثر أجزاء الجهاز الهيكلي التي تستخدم فيها هذه التقنية العمود الفقري، ومفاصل اليد والكاحل والقدم، وكان إيثاق مفصلي الركبة والفخذ عمليتين شائعتين في الماضي لتخفيف الألم، غير أن التطور العظيم الذي حققته تقنيات المفاصل الصناعية حدت من استخدام تقنية الإيثاق في هذين المفصلين كعلاج جراحي أولي وصار يستخدم في هذه الحالات فقط في حالة فشل عملية استبدال الفصل.
عند الانتهاء من الجراحة والشفاء الذي يتطلب عدة أسابيع إلى غاية السنة، تلتحم العظام المجاورة ولا يحدث أي حركة بينها. هذا يمكن أن يكون له أثر في تعزيز العظام، كما هو الحال في انصهار عنق الرحم الأمامي.

## الطريقة
يمكن إجراء الإيثاق المفصلي بطرق عدة:
- يمكن تصنيع طعم عظمي باستخدام قطعة عظمية مأخوذة من مكان آخر من جسم المريض (طعم ذاتي) أو باستخدام عظم مانح (طعم خيفي) من بنك العظام.[4]
  - يُفضل الجراحون عمومًا استخدام طعم عظمي ذاتي، لأنه يُجنب المريض المخاطر المترافقة مع الطعوم الخيفية، إضافةً إلى احتواء الطعوم الذاتية على خلايا أصلية مكونة للعظم (بانيات عظم)، وبذلك تشكل الطعوم بحد ذاتها عظمًا جديدًا (محرضات عظمية)، وتؤدي وظيفة مطرس أو دعامة لنمو العظم الجديد من العظام المتصلة (واصلات عظمية).  إن محدودية المواقع المتاحة لاقتطاف الطعوم العظمية تمثل العقبة الأساسية في استخدامها.
  - تمتاز الطعوم العظمية الخيفية بتوافرها بكميات أكبر بكثير من الذاتية، لكن معالجة هذه العظام بعد عملية الاقتطاف (التي تشمل عادةً تجميدًا عميقًا، وقد تخضع أيضًا لإزالة التمعدن و/أو التجفيف بالتجميد) تقتل الخلايا العظمية وخلايا نخاع العظم الحية. ينقص هذا بشدة من الاستمناع (خطر رفض الطعم) وبالتالي لن يحتاج المريض إلى أدوية مضادة لرفض الطعوم، وعند إشراكها بممارسات المسح الملائم للمانح، يمكن أن تنقص هذه المعالجات وممارسات الوقاية كثيرًا من خطر انتقال الأمراض. يحتفظ الطعم العظمي الإسفنجي الخيفي بخصائصه الواصلة للعظم رغم الخضوع إلى جميع هذه المعالجات. أظهرت بعض الممارسات العلاجية أنها تحافظ أيضًا على بروتينات الوصل العظمي المستقرة حمضيًا في طعوم العظم القشري، وبالتالي يمكن أن نعد الكثير من الطعوم العظمية الخيفية واصلةً ومحرضةً عظمية في آن معًا.
- تتوافر أنواع عديدة من البدائل العظمية الاصطناعية تجاريًا، وتشمل عادةً حبيبات هيدروكسيل الأباتيت أو الفوسفات ثلاثي الكالسيوم التي تجتمع في بنًى متشعبة أو ترابيقية لتحاكي بنية العظم الإسفنجي. تؤدي هذه البدائل دور المادة بين الخلوية الواصلة للعظم فقط. بدأ بعض المصنعين في الفترة الأخيرة بتسويق هذه المنتجات مع محاليل تحمل عوامل مكونةً للعظم مثل البروتين المخلق للعظم في محاولة لتصنيع منتج يحمل خصائص محرضةً للتعظم.
- يمكن ربط الغرسات المعدنية بالطرفين العظميين لجمعهما معًا بما يناسب نمو العظم.
- تساعد المشاركة بين الطرق المذكورة آنفًا على تسهيل التحام العظام.

عند اكتمال الجراحة وعملية الشفاء (التي تستغرق فترة تمتد من عدة أسابيع إلى ما يزيد عن سنة)، يندمج العظمان المتجاوران ولا تحدث أي حركة بينهما، وهذا يزيد قوة العظم كما في الالتحام الرقبي الأمامي.

## الاستخدام لدى الأحصنة
يُستخدم الإيثاق المفصلي لدى الأحصنة لإنقاذها من إصابات الانهدام الهيكلي الشديدة مثل فشل بنى التعليق والخلوع الجزئية والكسور وتمزق الرباط الجانبي. يُجرى الإيثاق أيضًا في الخيول التي تشكو من الفصال العظمي وخاصةً في مفاصل العرقوب القاصي عبر دمج هذه المفاصل قليلة الحركة معًا ما يجنب الحيوانات الشعور بالألم مجددًا.